# 100 mètres masculin aux Jeux olympiques de 1900 (athlétisme)
Pour un article plus général, voir Athlétisme aux Jeux olympiques de 1900.
Navigation
Athènes 1896 Saint-Louis 1904
L'épreuve du 100 mètres masculin aux Jeux olympiques de 1900 s'est déroulée le  14 juillet 1900, à la Croix-Catelan à Paris, en France. Elle est remportée par l'Américain Frank Jarvis.

## Résultats

### Premier tour
Série 1
| Place | Athlète           | Pays       | Temps     |
| ----- | ----------------- | ---------- | --------- |
| 1     | Arthur Duffey     | États-Unis | 11.4 s OR |
| 2     | Frederick Moloney | États-Unis | (11.5)    |
| 3     | Václav Nový       | Bohême     | Inconnu   |

Série 2
| Place | Athlète          | Pays       | Temps      |
| ----- | ---------------- | ---------- | ---------- |
| 1     | Walter Tewksbury | États-Unis | 11.4 s =OR |
| 2     | Thaddeus McClain | États-Unis | (11.4)     |
| 3     | Pál Koppán       | Hongrie    | Inconnu    |

Série 3
| Place | Athlète         | Pays       | Temps      |
| ----- | --------------- | ---------- | ---------- |
| 1     | Frank Jarvis    | États-Unis | 10.8 s =WR |
| 2     | Stan Rowley     | Australie  | (10.9)     |
| 3     | Umberto Colombo | Italie     | Inconnu    |
| 4     | Julius Keyl     | Allemagne  | Inconnu    |

Série 4
| Place | Athlète         | Pays       | Temps   |
| ----- | --------------- | ---------- | ------- |
| 1     | Clark Leiblee   | États-Unis | 11 s 4  |
| 2     | Kurt Doerry     | Allemagne  | 11 s 5  |
| 3     | Johannes Gandil | Danemark   | Inconnu |

Série 5
| Place | Athlète          | Pays       | Temps   |
| ----- | ---------------- | ---------- | ------- |
| 1     | Norman Pritchard | Inde       | 11 s 4  |
| 2     | Edmund Minahan   | États-Unis | 11 s 5  |
| 3     | Ernő Schubert    | Hongrie    | Inconnu |
| 4     | Isaac Westergren | Suède      | Inconnu |

Série 6
| Place | Athlète           | Pays       | Temps   |
| ----- | ----------------- | ---------- | ------- |
| 1     | Charles Burroughs | États-Unis | 11 s 4  |
| 2     | Dixon Boardman    | États-Unis | 11 s 5  |
| 3     | Henry Slack       | États-Unis | Inconnu |

### Demi-finales
Première demi-finale
| Place | Athlète           | Pays       | Temps   |
| ----- | ----------------- | ---------- | ------- |
| 1     | Arthur Duffey     | États-Unis | 11 s 0  |
| 2     | Stan Rowley       | Australie  | 11 s 2  |
| 3     | Charles Burroughs | États-Unis | Inconnu |
| 4     | Dixon Boardman    | États-Unis | Inconnu |

Deuxième demi-finale
| Place | Athlète           | Pays       | Temps      |
| ----- | ----------------- | ---------- | ---------- |
| 1     | Walter Tewksbury  | États-Unis | 10 s 8 =WR |
| 2     | Clark Leiblee     | États-Unis | 10 s 9     |
| 3     | Frederick Moloney | États-Unis | Inconnu    |
| —     | Kurt Doerry       | Allemagne  | DNF        |

Troisième demi-finale
| Place | Athlète          | Pays       | Temps   |
| ----- | ---------------- | ---------- | ------- |
| 1     | Frank Jarvis     | États-Unis | 11 s 2  |
| 2     | Thaddeus McClain | États-Unis | 11 s 3  |
| 3     | Norman Pritchard | Inde       | Inconnu |
| 4     | Edmund Minahan   | États-Unis | Inconnu |

### Repêchage
| Place | Athlète           | Pays       | Temps   |
| ----- | ----------------- | ---------- | ------- |
| 1     | Stan Rowley       | Australie  | 11 s 0  |
| 2     | Norman Pritchard  | Inde       | 11 s 0  |
| 3     | Clark Leiblee     | États-Unis | Inconnu |
| 4-6   | Charles Burroughs | États-Unis | Inconnu |
| 4-6   | Thaddeus McClain  | États-Unis | Inconnu |
| 4-6   | Frederick Moloney | États-Unis | Inconnu |

### Finale
| Place | Athlète          | Pays       | Temps  |
| ----- | ---------------- | ---------- | ------ |
| 1     | Frank Jarvis     | États-Unis | 11 s 0 |
| 2     | Walter Tewksbury | États-Unis | 11 s 1 |
| 3     | Stan Rowley      | Australie  | 11 s 2 |
| —     | Arthur Duffey    | États-Unis | DNF    |

## Légende
Records et Performances
- AR : Record continental (area record)
- CR : Record des championnats (championship record)
- MR : Record du meeting (meet record)
- NR : Record national (national record)
- OR : Record olympique (olympic record)
- PR : Record paralympique (paralympic record)
- PB : Record personnel (personal best)
- SB : Meilleure performance personnelle de la saison (season's best)
- WL : Meilleure performance mondiale de l'année (world leader)
- WJR : Record du monde junior (world junior record)
- WR : Record du monde (world record)

Circonstances et Conditions
- DNF : N'a pas terminé (did not finish)
- DNS : N'a pas pris le départ (did not start)
- DQ : Disqualification (disqualification)
- NM : Aucun essai valable enregistré (No Mark)
- Q : Qualifié « directement » au prochain tour (ou à la prochaine compétition), lors d'une compétition majeure, grâce au classement ou à la réalisation des minima (automatic qualifier)
- q : Qualifié au prochain tour (ou à la prochaine compétition), lors d'une compétition majeure, grâce au repêchage ou à la réalisation de l'une des meilleures performances parmi celles des « non qualifiés directement » (grâce au meilleur temps ou à la meilleure distance par exemple) (secondary qualifier)